# J & G Thomson
«J. & G. Thomson» или «James and George Thomson», а с 1890 года «J. & G. Thomson Ltd.» — компания морских инженеров, братьев Джеймса и Джорджа Томпсона, которая была основана в 1845 году в Глазго, Великобритания. Компания изначально занималась инженерными работами, производством двигателей и других машин для пароходов. В 1851 году была открыта верфь «J. and G. Thomson», которая строила пароходы. Компания просуществовала до 1897 года.

## Чем интересна эта компания
1. Известный новатор в судостроении Эдвард Джеймс Харланд до основания своей верфи работал на верфи «J. & G. Thomson».
2. Верфь «J. & G. Thomson» выпускала суда для таких известных компаний, как «David Hutcheson & Co.», «John Bibby & Sons», «British & North American Royal Mail Steam Packet Company» («Cunard» с 1878 года), «Inman Line», «Red Star Line» и другие.
3. Верфь «J. & G. Thomson» дала жизнь известным судостроительным компаниям (верфям) «Harland & Wolff» (первоначально была «EJ Harland & Co. Ltd.»), «John Brown & Company».
4. На этой верфи был построен броненосный крейсер Chiyoda для Императорского военного-морского флота Японии, который 27 января 1904 участвовал в бою против крейсера «Варяг» и канонерской лодки «Кореец» в Чемульпо. Chiyoda также принимал пассивное участие в Цусимском сражении, потому что устарел к тому времени, и участие в других баталиях Русско-японской войны.
5. «J. & G. Thomson» построила пароход Sicilia для итальянской компании, который первым из итальянских пароходов пересек Атлантику из Италии в Нью-Йорк.
6. «J. & G. Thomson» построила достаточно много пароходов, которые стали рекордсменами Голубой Ленты Атлантики.
7. Эта компания имела позитивные результаты в удлинении пароходов.
8. Достаточно много построенных компанией «J. & G. Thomson» пароходов перепродали в «блокадные бегуны» для прорыва блокады Конфедеративных Штатов.
9. В последние годы компания строила корабли для Королевского военно-морского флота Великобритании.

## История

### «J. and G. Thomson»
- 1845 — Фирма с инженерных работ была основана Джеймсом и Джорджем Томсоном по адресу улица Финистин (англ.  Finnieston) в Глазго.[1]
- 1847 — Основан их литейный завод в Андерстон (англ. Anderston), Глазго. Двигатель и котельные занимали площадь 2½ акров; дизайн во многом скопировали из старых рабочих предприятий Роберта Нейпиа (англ. Robert Napier) — литейные заводы Вулкан (англ. Vulcan) и Лансфилд (англ. Lancefield). Подъём и обработка частей машин выполнялась почти полностью с помощью ручного труда, а перевозки машин опирались на большие бригады мужчин и мальчиков.[1]

Первая машина для парохода была сделана на литейном заводе Клайдбанка — это был один шпиль с двигателем 50 HP для «West Highland trade» принадлежавший «G. and J. Burns».
В 1840-х Густав Кристиан Швабе стал младшим партнером в судоходной компании «John Bibby & Sons», которая базировалась в Ливерпуле. В то же время Швабе встретился с Эдвардом Джеймс Харландом и тогда Харланд был учеником в "Robert Stephenson and Company» в Ньюкасл-апон-Тайне.
- 1851 -
  - Братья Томпсон, после их литейного производства в Глазго, открыли верфь в Кесник (англ. essnock) под названием "J. and G. Thomson ". Старая из-за здания верфь в Гоуван (англ. Govan) занимала площадь около 3 гектаров. Оба здания (верфь и литейное производство) заняли около 1500, когда полностью вступили в строй. В этом году «J. and G. Thomson» наняла 200 человек.[1] Густав Кристиан Швабе договорился, чтобы морские инженеры «J. & G. Thomson», которые строили корабли для «John Bibby & Sons», наняли Харланда.[4]
  - Винтовой пароход Tiber построила в 1851 году компания «J. Reid & Co. Ltd». Эдвард Джеймс Харланд писал об этом пароходе: «… пароход для „Bibby and Co“ на реке Клайд, судостроитель господин Джон Рид (англ. John Read), а двигатели от „J. and G. Thomson“, в то время я был с ними (с Томсонами). Пароход рассматривался на предмет экстремальной длины, которая была 235 футов, в пропорции к ширине, которая была 29 футов. Серьезные опасения, сможет ли судно устоять в бурном море, были отброшены. Думали, что корабли в таких пропорциях могут сгибаться и даже опасны. Однако, на мой взгляд казалось, что пароход имел большой успех. С этого времени я начал думать и работал над преимуществами и недостатками такого судна, рассматривая это с точек зрения судовладельца и строителя. Результат имел преимущество в пользу владельца судна, и это повлекло трудности в строительстве относительно судостроителей. Однако эти трудности, по моему мнению, могут быть легко преодолены.»[5]
  - Первым судном, которое начали строить на верфи в Гоуван, был Mountaineer для «West Highland trade» принадлежавшей «David Hutcheson and Co.»[1] На верфи строили сразу несколько судов.[1]
- 1852 — В мае спустили на воду первый пароход Jackal.[1]
- 1852—1853 годы -
  - Некоторые источники указывают, что Mountaineer был построен в 1853 году,[5] но это возможно из-за удлинения судна или указан год вступления судна в действие.
  - Построили три пассажирских парохода для «John Bibby & Sons». «J. & G. Thomson» быстро завоевала репутацию по созданию престижных судов. В дальнейшем будет построено около сорока пассажирских пароходов, главным образом для Атлантического почтовой связи — для «Cunard» и «G. and J. Burns».[1]
- В те времена конкуренция в скорости пароходов построенных на реке Клайд была очень напряженной. Главное место среди конкурентов занимал Дэвид Хатчинсон, который, хотя и был в восторге от парохода Mountaineer построенного Томпсонами в 1853 году, не колебался в решении удлинить его в сторону носа, чтобы сделать нос более острым для обеспечения господства парохода в скорости во время дальнейшего сезона. Результаты были удовлетворительными.[5]
- В 1853 году Эдвард Джеймс Харланд вернулся в Ньюкасл, где устроился на работу на верфь у реки Тайн.[2] Позднее Харланд работал ещё на одной верфи в Белфасте, а в 1856 году основал свою верфь «E. J. Harland & Co. Ltd.» и этот бизнес разделил потом с племянником Швабе и компания изменила название на «Harland & Wolff». К этой новой судостроительной компании перешел от «J. & G. Thomson Ltd.» клиент «John Bibby & Sons», — более «J. & G. Thomson Ltd.» не строила суда для «John Bibby & Sons».
- В 1854 году на верфи впервые было построено судно для «British & North American Royal Mail Steam Packet Company» (с 7 августа 1878 «Cunard») — винтовой пароход Jura, который также был удлинен.<кef name=BIH_IaIbSS/>
- Благодаря удовлетворительным результатам в удлинении парохода Mountaineer пароходы росли и росли, пока они не превратились в знаменитые Иона и Cambria, которые были построенs позже для «David Hutcheson and Co» на верфи «J. and G. Thomson».[5]
- 1862 — Бразилия. Бурный для Бразилии 1862 год прошел среди множества перипетий. Различные министерства несколько раз сбрасывались почти немедленно после их создания. Этим министерствам приходилось распутывать последствия столкновения с Англией, которые имели место в июне прошлого года.[6]
- 1863 — «Galbraith & others» из Лондона заказали судно у «J. & G. Thomson» от имени флота Конфедеративних штатов. Это торговое судно спустили на воду 29 ноября 1863.[7] Спір з урядом над якістю збірки Pampero призвів до конфіскації судна в грудні 1863.[1][7] Спор с правительством над качеством сборки Pampero, так назвали судно, привел к конфискации судна в декабре 1863 года.[1][7] Pampero- это южно-американское (бразильское, уругвайское или парагвайское) слово, которое означает пампасы. Возможно, построенный пароход могли отдать или продать одной из стран конфликта вокруг Уругвая или Парагвая. Поэтому конфискацию судна Pampero надо разглядывать и с этой стороны.

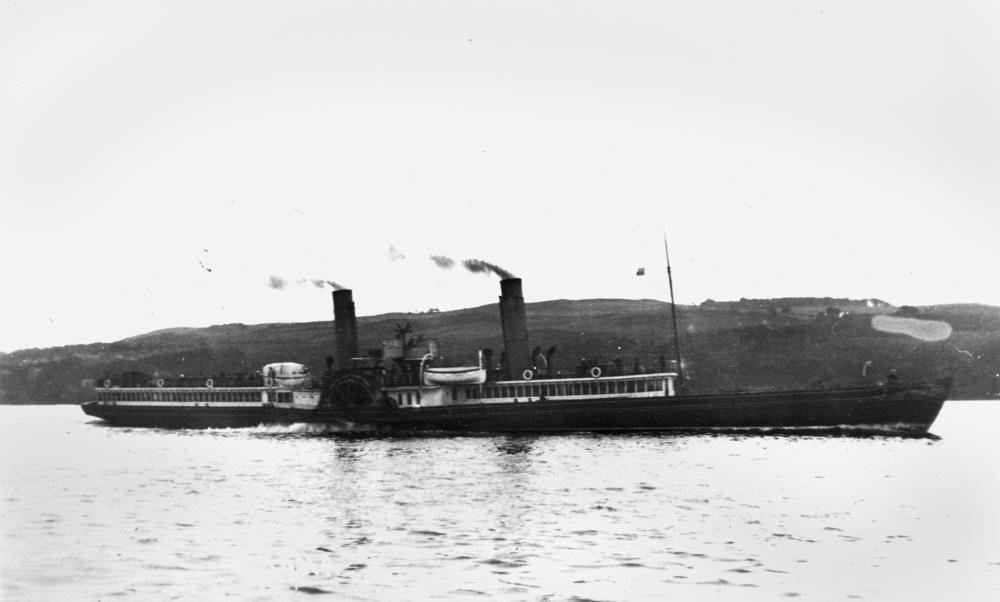
Колёсный пароход Iona, построенный компанией в 1864 году.

- 1863 — Джеймс Томсон ушел в отставку; Джордж Томсон взял бизнес на себя.[8]
- 1864 — Построили колесный пароход Rio de la Platte, номер 75 за верфью, для Речной Инспекции Уругвая.[7]
- 1865 — Бразилия. Состояние дел было чрезвычайно запутанным. Казна была близка к дефициту. Были потрачены значительные суммы на армию — сначала в виду опасений, порожденных столкновением с Великобританией, а затем в результате распрей с Монтевидео и Парагваем. Недоразумения между Бразилией и Англией получило мирное решение. Заключение Договора «О Тройственном союзе» между Бразилией, Уругваем и Аргентиной 8 мая 1865 года объединило эти три страны против Парагвая и было встречено общей радостью.[6] В этом году с верфи «J. & G. Thomson» сошли на воду 5 судов общим тоннажем 8 790 тонн.[9]
- 1865 — И всё же Британское Правительство продало Pampero в 1865 году Военно морскому флоту Чили. А в 1866 году Чили перепродали судно Военно-морскому флоту Испании.
- 1866 — 28 июня умер Джордж Томсон (1815-1866) Эсквайр, инженер и судостроитель.[1][8] Бизнес продолжили его два сына.[8]
- 1867 — Бразилия. Река Амазонка была открыта для всемирной торговли. Свободный пропуск торговых кораблей всех национальностей в бразильские воды великой реки имел огромное влияние на развитие цивилизации в этих ещё пустынных странах.[6]
- 1870 — 14 марта умер Джеймс Томсон (1803-1870).[1][10]
- 1872 — Более 120 судов были созданы компанией между 1852 и 1872 годами на верфи «Clyde Bank» принадлежавший «J. and G. Thomson».[11]

### Новая верфь компании «J. and G. Thomson»

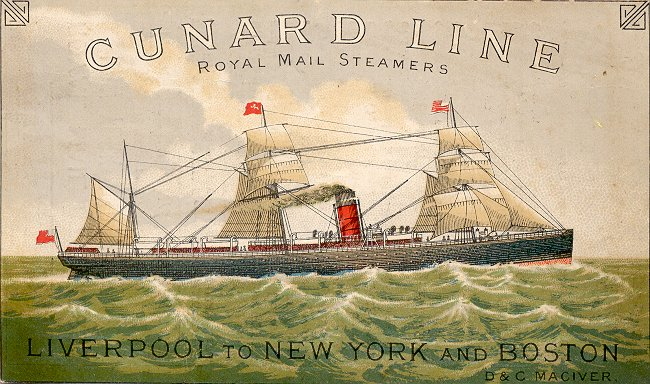
Пассажирский пароход Bothnia был построен для «Cunard Line» в 1874 году.

- 1872 — В 1872 году согласно принудительному заказу «J. and G. Thomson» были вынуждены продать верфь «Clyde Bank» в Bankton тресту «Clyde Navigation Trust» за 90 000 £. В результате «J. and G. Thomson» переехали на новую верфь дальше вниз по течению в Уэст-Данбартоншир и взяли новое название «Clyde Bank» для новой верфи и вскоре основали город Клайдбанк. Эта верфь компании «J. and G. Thomson» около Клайдбанка в 1899 году стала верфью компании «John Brown & Company».[12]
- 1880 — Верфь начала переход от чугуна к стали для строительства пароходов, прибрежных судов и колесных пароходов для шотландских и бразильских компаний.[1]
- 1881 — Год ушел на работы по двигателям. Нанято 3500 рабочих.[1]
- 1884 — На верфи было построено судно America, оснащенное как бриг с двумя дымовыми трубами, — это одно из рекордных кораблей выигравших Голубую Ленту Атлантики спустя несколько месяцев. Вообще, с верфи вышло несколько других судов, также захвативших Голубую Ленту.[1]
- 1888 — Компания была экспонентом (предъявителем) на выставке в Глазго.
- 1889 — Не желая использовать французскую верфь после катастрофы построенного на ней броне-палубного крейсера Императорского флота Японии Unebi, Императорский флот Японии разместил заказ в «J. and G. Thomson» в Глазго на строительство нового крейсера Chiyoda.[13] Крейсер Chiyoda был заказан в качестве замены несчастного японского крейсера Unebi, и был проплачен благодаря денежной страховке, которую получили от французского правительства после исчезновения без следа корабля Unebi в Южно-Китайском море, на пути к Японии.[14]
- 1889 — 15 августа 1889 на воду спустили и 7 декабря сдали для «Red Star Line» пассажирский пароход Friesland. Friesland был признан одним из самых безопасных судов в своё время в связи с тем, что имел двойное дно и водонепроницаемые переборки, а также по количеству спасательных шлюпок и за тот факт, что мог принять балласт до 1000 тонн воды.[15]

### "J. & G. Thomson Ltd. «
- 1890 — Компания взяла ограничен статус (Ltd)[1] и стала называться „J. & G. Thomson Ltd.“, — похоже, что это произошло из-за случая с японским крейсером Unebi и в связи со строительством бронированного крейсера Chiyoda
- 1890 — 3 июня спустили на воду бронированный крейсер Chiyoda по японскому заказу, который хотя и считался броне-палубным, но по сути был броненосным, так как кроме 25-35 мм броневой палубы он нёс 92-мм пояс с хромовой стали, поставленный прямо на внешнюю обшивку, который закрывал больше половины длины его корпуса.[16]
- 1890 — Пре-дедноутный линкор HMS Ramillies заказали в соответствии с Программой согласно Закону Военно-Морской Обороны 1889 года. Построили, в том числе и двигатели, на верфи „J. & G. Thomson Ltd.“ и спустили на воду 1 марта 1892 года по цене чуть больше 900 000 £. Корабль строили на стапеле с мелководным наклоном так, что он скользил к воде вниз 86 минут с помощью бревен для толкания и буксиров, которые тянули судно в воду, временами так медленно, что движение не было заметно человеческим глазом. Поэтому большое количество присутствующих для наблюдения за спуском корабля ушло до того, как корабль оказался в воде.[17]
- 1891 — Строительство броненосного крейсера Chiyoda контролировали Араи Юкан (англ. Arai Yukan) и Иджуин Горой (англ. Ijuin Gorō). 1 января 1891 года строительство крейсера было закончено и Chiyoda благополучно прибыл в Йокосука 5 сентября 1892 года.[13]
- 1891 — Ежегодный банкет состоялся в Bath Hotel, Глазго, с президентствующим Джеймсом Р. Томсоном, который на банкете ссылается на изменения в компании в течение последних 25 лет.[1]
- 1897 — Спад заказов привел к тому, что семья Томпсонов продает верфь консорциуму, который переименовывает верфь в „Clydebank Engineering and Shipbuilding Co“. Под этим новым именем была построена ещё дюжина кораблей.[1]
- 1899 — Верфь перешла к „John Brown and Company, Ltd.“, которая была производителем стали в Шеффилде. Это укрепило репутацию верфи, ставшей способной производить бронированные пластины. Цена была 933 925 £ (английские фунты).[18]

## Суда с двигателями компании „J. & G. Thomson“, но судостроителями были другие компании
| Спуск на воду / Сдали | Имя Тоннаж Дл. / Шир. / Осадка  | Компания, получившая судно | Тип судна Двигатель      | Статус / Судьба |
| 1851                  | Tiber BRT=660 190 / 26,5 / feet | Bibby & Co                 | Пароход Скорость 9 узлов | Судостроитель «J. Reid & Co. Ltd», Порт Глазго, а двигатель от «J. & G. Thomson», Глазго. Судно построили для «Liverpool & Mediterranean Steam Shipping Co». Было в чартере в 1854—1855 годах, как судно для поставок в Крымской войне. В 1861 году продали «J. S. & JR De Wolfe», которая удлинила судно до 224 футов 11 инчев, GRT = 924. |

## Суда построены компанией «J. & G. Thomson» на верфи в Гоуван (1851—1872).[1][7]
| № за вер-фью | Спуск на воду / Сдали      | Название Тоннаж Дл./Шир./Осадка                             | Компания, получившая судно                                                                          | Тип судна Двигатель                                                                                                | Статус /Судьба |
| 1            | 18.03.1852/ 1852           | Jackal BRT=180 127,8/ 20,2/ 9,8 футов                       | Судовладелец Charles McIver                                                                         | колёсный буксир;                                                                                                   | Первый пароход построенный на верфи «J. & G. Thomson». |
| 2            | 01.05.1852/ 1852           | Venus GRT=176; BRT=99 159,2/ 17,1/ 8,2 футов                | «Allan, Reid, Laird, McKellar & others» («Glasgow, Largs & Millport Union Steam Packet Co»), Глазго | железный колесный пароход; паровой двигатель 90 NHP                                                                | С 1869 года в компании «Gillies & Campbell». В 1873 году сдали на слом. |
| 3            | 29.05.1852/ 1852 или 1853  | Mountaineer BRT=188                                         | «David Hutcheson and Co.»                                                                           | железный колесный пароход;                                                                                         | Первое судно построенное на верфи «J. & G. Thomson». |
| 4            | 1852                       | Corrier Siciliano (Corriere Siciliano)                      | Судовладелец Savil Howes                                                                            | пароход; | |
| 5            | 1852                       | Calpe BRT=799                                               | «John Bibby & Sons», Глазго                                                                         | пассажир; | В 1868 году затонул. |
| 6            | 27.11.1852/ февраль 1853   | Mona's Queen BRT=397; NRT=295 165/25/13 футов               | «Isle of Man Steam Packet Company», Дуглас, для «Douglas - Liverpool service»                       | колёсный пароход                                                                                                   | Зарегистрирован в Дугласе 9 февраля 1853. В 1880 году сдали на слом. |
| 7            | 28.03.1853/ апрель 1853    | Chevalier BRT=329 176/ 22 / футов                           | «David Hutcheson & Co.», Глазго                                                                     | колёсный пароход                                                                                                   | Зарегистрировали в Глазго 30 апреля 1853. 24 ноября 1854 выскочил на рифы Железная Скала (англ. Iron Rock) в проливе Джура (англ. Sound of Jura). |
| 8            | 28.02.1853/ 1853           | Telegraph BRT=820 241 / 27,5 / 15.33 футов                  | «Belfast Steamship Company», Белфаст                                                                | железный пароход; паровой, колебательный, колёсный двигатель, 440 NHP. Скорость 13 узлов                           | С 1854 до 1855 года принимал участие в обслуживании Крымской войны. С 1856 в «Chester & Holyhead Railway Co». С 1859 в «London & North Western Railway Co». 28 января 1881 в тумане сел на мель у мыса Кули (англ. Cooley Point), Carlingford Lough, и впоследствии разломался. В 1881 сдали на слом. |
| 9            | 1853                       | Rhone (I) BRT=856                                           | «John Bibby & Sons», Глазго                                                                         | пассажир; | В 1855 году продали. |
| 10           | 1653                       | Danube (I) BRT=829                                          | «John Bibby & Sons», Глазго                                                                         | пассажир; | В 1855 году продали. |
| 11           | 1854                       | Jura (I) GRT=2200                                           | «British & North American Royal Mail Steam Packet Company» (с 7 августа 1878 «Cunard»)              | пассажир; паровой, одно-винтовой двигатель Скорость 11 узлов                                                       | Эксплуатировали в 1854—1860 годы. Продали Allan Line в 1860 году, сел на мель у Ливерпуля в 1864 году. |
| 12           | 16.01.1854/ 1854           | Sicilia BRT=828; NRT=462 220/28 / футов                     | «Luigi & Salvatore de Pace (Sicula Transatlantica)», Палермо                                        | железный, пассажирско-грузовой пароход; паровой двигатель с винтом, 250 HP                                         | 25 апреля 1854, в передаточном рейсе, столкнулся с итальянским пароходом Ercolano и затопил его, потери — 38 жизней пассажиров и экипажа. Затем, в 1854 году, сделал один рейс в Нью-Йорк (первый итальянский пароход, который пересек Атлантику). Затонул в 60 милях от побережья Корк (англ. Cork coast), Ирландия — 35 членов экипажа и один пассажир спасены и доставлены в Ливерпуль.                                                                        |
| 13           | 15.05.1854/ 1854           | Wonga Wonga BRT=444 207.2 / 25.3 / футов                    | «Australasian Steam Navigation Company»                                                             | пароход; паровой двигатель 270 NHP                                                                                 | В 1868 перестроили (увеличили): GRT=662; длина 242.9 фута; ширина 27.5 фута. В 1880 сдали на слом. |
| 14           | ???? / 1654                | Telegraph BRT=820 352 / 193,75 / 23 футов                   | «Australasian Steam Navigation Company», Сидней                                                     | железный колёсный пароход; паровой, 2-х цилиндровый двигатель, 220 NHP.                                            | |
| 15           | 15.05.1854/ 15.05.1854     | Kingston BRT=600 175/27 / футов                             | Hon John Hamilton, Кингстон (Онтарио)                                                               | колёсный пароход-яхта; паровой двигатель                                                                           | Яхта была отправлена в Канаду 15 мая 1854 и эта дата признана днём «спуска на воду». По прибытии в Канаду переоснащается в Монреале компанией «Bartley & Dunbar» и 26 ноября 1854 вновь спущена на воду. С 1857 года в «Canadian Lake & River Line». С 1860 «Canadian Inland Steam Navigation Co». С 1869 «Richelieu & Ontario Navigation Co». Переименовывали в 1872 году на Bavarian, в 1873 году на Algerian, в 1905 году на Cornwall. Ещё информация здесь -. |
| 16           | ???? / 1854                | Lebanon BRT=444 207.2/ 25.3/ футов                          | «British & North American Royal Mail Steam Packet Company» (с 7 августа 1878 года в «Cunard»)       | пароход | |
| 17           | ???? / 1855                | Arcadia BRT=1166; NRT=798 240,7/ 30,2/ 25,8 футов           | «George Papayanni & others», Ливерпуль                                                              | железный пароход                                                                                                   | Официальный номер 1758. |
| ??           | 1855                       | Aerolith BRT=1166; NRT=798 240,7/ 30,2/ 25,8 футов          | R Sloman Hamburg                                                                                    | пассажирско-грузовой пароход                                                                                       | |
| ??           | 1855                       | Italian                                                     | «McLean & McLarty Liverpool»                                                                        | пассажирско-грузовой пароход                                                                                       | |
| 19           | 22.03.1855/ 1855           | Iona BRT=325 225,2/ 20,4/ 9,0/ футов                        | «David Hutcheson & Co.», Глазго                                                                     | железный колёсный пароход                                                                                          | В 1862 году перешёл к Henry Lafone — купил с целью использования в Американской гражданской войны для прорыва блокады, но 2 октября 1862 года потерпел кораблекрушение возле Гурок (англ. Gourock в результате столкновения с недавно построенным Chanticleer. |
| 20           | 30.06.1855/ 1855           | Thessalia BRT=1169 257/ 30/ футов                           | «Papayanni & Mussabini»                                                                             | пароход | |
| 21           | 28.04.1855/ 1855           | Forth BRT=406 177/ 22/ футов                                | «Carron Company», Carron                                                                            | пароход | С 1862 года — Barclay Curle. С 1863 — «General Steam Navigation Co.», Лондон. Кораблекрушение: выскочил на берег в тумане на реке Маас и полностью утерян. |
| 22           | 16.06.1855/ 1855           | Clansman GRT414; 185/ 23/ футов                             | «David Hutcheson & Co.», Глазго                                                                     | колёсный пароход                                                                                                   | Судно использовали для пассажирского сервиса вдоль Западного побережья Шотландии. В 1869 году потерпел кораблекрушение возле Санда (англ. Sanda). |
| 23           | 27.09.1855/ 1855           | Ossania BRT=602; NRT=471 213/ 26,3/ 16,5 футов              | «Belfast Screw Steamship Co», Белфаст                                                               | железный пассажирский пароход                                                                                      | Официальный номер 6341. С 1858 ?? года в Leith. С 1865 года в «London & Edinburgh Shipping Co», Leith. Утрачен 24 октября 1869 года на переходе Копенгаген-Ньюкасл. |
| 24           | 08.01.1856/ 1856           | Express BRT=499 199/ 24/ футов                              | «London & Edinburgh Shipping Company»                                                               | генеральный (неспециализированный) грузовой пароход                                                                | Был переименован в Aurora, Caprera и последнее имя Diana. В 1913 году сдали на скрап возле Барселоны. |
| 25           | 25.03.1856/ май 1856       | James Brown BRT=724; NRT=598 198,8/ 28,5/ 17,7 футов        | Thomas Stirling Begbie, Глазго                                                                      | железный пароход                                                                                                   | С 1858 года в «James Brown & Co», Лондон (mgr, J. Brown of Newport and No.1 Coal Exchange, London and Wm Marr of Gloucester and London). В 1859 переименовали в Stromboli и ещё несколько раз сменял владельцев. |
| 26           | 06.05.1856/ 1856           | Stirling BRT=728; NRT=602 198,8/ 28,5/ 17,7 футов           | T S Begbie, Глазго                                                                                  | пароход | С 1857 года владелец Donald R Macgregor, Leith. С 1878 — «Wm. Thomson», Leith. Ещё менял владельцев. |
| 27           | 06.03.1856/ 1856           | Laconia BRT=1982 304/ 31,7/ футов                           | «Papayanni & Mussabini»                                                                             | пассажирско-грузовой пароход; паровой, одно-винтовой двигатель; скорость 9 узлов                                   | В 1870 году переоборудован — увеличили размеры и установили новый двигатель. З 1901 года в «J.R. Ellerman». В 1902 году сдан на слом. |
| 28           | 25.06.1856/ 1856           | Brisbane BRT=102; NRT=65 136,6/ 18,6/ 6,3 футов             | «Australasian Steam Nav Co Ltd», Сидней (Redfern & Alexander?)                                      | железный колёсный пароход                                                                                          | С 1879 года в «Illawarra Steam Nav Co», Сидней. |
| 29           | 02.08.1856/ 1856           | Grange BRT=408 175/ 25,2/ футов                             | «Carron Company», Carron                                                                            | пароход | С 1867 — J.E.Swan (Barclay Curle). С 1868 — «Burrell & Co.», Глазго. 10 февраля 1873 года потерпел кораблекрушение возле St.Nazaire — полностью утерян. |
| 30           | 17.07.1856/ 1856           | Governor Higgison BRT=599; NRT=635 208/ 27,1/ 16,2 футов    | Augustus Sillem, Лондон                                                                             | железный пассажирско-грузовой пароход                                                                              | С 1857 года владелец Alexander P French, Порт-Луи, Маврикий. С 1858 в «Bay of Bengal SS Co». Ещё много владельцев менял. |
| 31           | 11.12.1856 / 1857          | Elizabeth Jane BRT=858; NRT=700 211,5/ 30,6/ 18,0 футов     | «London & Canada Steamship Co» (Thomas Stirling Begbie), Лондон                                     | железный пассажирско-грузовой пароход скорость 10 узлов                                                            | В 1859 году купил Французский военно-морской флот как транспорт, — стал моделью для нескольких следующих пароходов построенных во Франции. |
| 32           | 20.12.1856 / 1857          | Etna GRT=339 160/ 22/ футов                                 | «Florio»                                                                                            | колёсный пароход                                                                                                   | |
| 33           | 10.06.1857 / 1857          | Australasian GRT=2902 331/ 42/ футов                        | «European and Australian Line» («E&A»)                                                              | пассажирский пароход                                                                                               | Заложили наверное в 1856 году. В 1857 (1859) в «Cunard Line». Переименовали в Calabria (I). Продали в 1876 году. |
| 34           | 1857                       | No. 1                                                       | «Carron Company», Керон                                                                             | лихтер | |
| 35           | 1857                       | No. 2                                                       | «Carron Company», Керон                                                                             | лихтер | |
| 36           | 19.09.1857 / 1857          | Agia Sofia 1437 тонн                                        | «Papayanni & Mussabini»                                                                             | железный пароход                                                                                                   | |
| 37           | 1858                       | Prince Consort GRT=152 135/ 18,1/ 8,3 футов                 | «Aberdeen Leith & Clyde Steam Navigation Company»                                                   | колёсный пароход                                                                                                   | |
| 38           | 13.05.1858 / июнь 1858     | Havelock BRT=629; NRT=339 223/ 26/ 14,25 футов              | «Dublin & Glasgow Sailing & Steam Packet Company»                                                   | железный колёсный пароход; паровой, боковой рычаг колес, 280 NHP                                                   | Дублин — Глазго пассажирско-грузовой сервис. В ноябре 1862 продали для прорыва блокады в годы Гражданской войны в США и переименовали в General Beauregard. |
| 39           | ???? / 1858                | Kaptepia BRT=469 185/ 25/ футов                             | «Papayanni & Mussabini»                                                                             | пароход | |
| 40           | 21.08.1858 / сентябрь 1858 | Heather Bell GRT=152 135/ 18,1/ 8,3 футов                   | «Cristall, Gray & Bateson of Wick»                                                                  | колёсный пароход                                                                                                   | С 1858 в P. L. Henderson, Глазго. С 1865 в «Burnham Tidal Harbour Comm» и продали в 1867 году. В 1874 году владелец G. Burt, Poole. Сдали на слом в 1877 году. |
| 41           | 20.11.1858 / 1858          | Villa del Salto (Salto) GRT=215 159/ 20/ футов              | «Compañia Oriental de Navegación a Vapor Denominado “Salteña”», Сальто, Уругвай                     | железный колёсный пароход; паровой, колёсный двигатель 100 лошадиных сил скорость 16 узлов                         | Apollinario J dos Santos был назначен покупателем в качестве надзирателя от компании на верфи Томсонов. Он носил оружие и участвовал в войнах между Аргентиной, Уругваем, Парагваем, Бразилией в 1859—1865 годах и побывал в военно-морских флотах всех этих государств. Около 1860 года пароход захватил Аргентинский военно-морской флот и переименовал вSalto.                                                                                                 |
| 42           |                            |                                                             | | | |
| 43           | 1859                       | Adela GRT=398 210/ 23/ футов                                | «Ardrossan Steam Navigation Company»                                                                | колёсный пароход                                                                                                   | |
| 44           | ???? / 1859                | Rangatira GRT=592 207/ 25/ футов                            | «Australasian Steam Navigation Company»                                                             | железный колёсный пароход                                                                                          | В 1866 году оборудовали дополнительное помещения для размещения пассажиров. 31 мая 1875 года потерпел кораблекрушение возле Ноумея (англ. Noumea. |
| 45           | 10.01.1860 / 1860          | Olympus BRT=1794 276/ 36/ футов                             | «British & North American Royal Mail Steam Packet Company» (с 7 августа 1878 года в «Cunard»)       | пассажирско-грузовой пароход; паровой, колебательный двигатель 270 HP                                              | Пароход удлинили в 1872 году. В 1891 году порезали на металлолом. |
| 46           | 08.03.1860 / 1860          | Atlas GRT=1794 276-8/ 36-2/ 26 футов                        | John Burns, J. C. Burns and Charles McIver (mgr, C. McIver), Ливерпуль                              | пассажирский лайнер                                                                                                | Вышел в первый рейс 1 мая 1860 года. С 1860 до 1884 в трансатлантическом сервисе. В 1873 году в Белфасте перестроили и удлинили — GRT=2393, длина 339 футов. В 1878 году в «Cunard Steamship Co.». С 1884 года в Средиземноморском сервисе. В 1898 году сдали на металлолом. |
| 47           | 16.05.1860 / июнь 1860     | Giraffe GRT=677 270,2/ 26/ футов                            | «G. & J. Burns Ltd», Глазго                                                                         | колёсный пароход                                                                                                   | В 1862 году владельцем зарегистрирован Эдвард Пемброк (англ. Edward Pembroke, Лондон, был привлечен для поставок целого ряда «блокадных бегунов» — пароходов для прорыва блокады. В 1862 году Giraffe в Конфедеративных Штатах Америки как «блокадный бегун» под новым именем Robert E Lee, — 14 раз прорывал блокаду. |
| 48           |                            |                                                             | | | |
| 49           |                            |                                                             | | | |
| 50           | 30.05.1860 / 1860          | Squirrel BRT=139,84 101,5/ 21,5/ футов                      | «British & North American Royal Mail Steam Packet Company»                                          | лихтер | |
| 51           | 13.12.1860 / 1861          | Amalia GRT=1825 277/ 37/ футов                              | «Papayanni Brothers»                                                                                | грузовой пароход для генеральных грузов; паровой двигатель                                                         | В 1866 году затонул. |
| 52           |                            |                                                             | | | |
| 53           | 08.05.1861 / 1861          | Fingal GRT=462; NRT=352 185,6/ 25,4 футов                   | David & Alexander Hutcheson и David MacBrayne, Глазго                                               | железный пассажирско-грузовой пароход; винтовой 2-х цилиндровый двигатель 120 NHP                                  | В ноябре 1861 года продали Джону Лоу (англ. John Low), действующего от Джеймса Буллок (англ. James Bulloch), Военно-морского флота Конфедеративных Штатов. |
| 54           | 03.06.1861 / 1861          | Fairy GRT=151; NRT=87 149,4/ 21,0/ футов                    | David & Alexander Hutcheson і David MacBrayne, Глазго                                               | железный колёсный пароход                                                                                          | В 1863 году попал к John Proudfoot & Matthew Grey, Глазго. С 1866 ??, Montevideo. |
| 55           | ???? / 1861                | Empress                                                     | «Lyle Still & Co»                                                                                   | колёсный пароход                                                                                                   | |
| 56           | 03.07.1861 / 1861          | Villa del Salto GRT=314; NRT=239 173/ 23/ 9,2 футов № 43693 | Судовладелец John Proudfoot, Глазго                                                                 | железный колёсный пароход; паровой, колёсный, двухцилиндровый двигатель 110 NHP                                    | Затем, с 1861 года в «Compañia Oriental de Navegación a Vapor», переименован в «Salteña», порт Salto, Уругвай. Colorado forces реквизировали в 1863 году, во время Уругвайской гражданской войны, и вооружили. В декабре 1864 года заблокирован Бразильскими силами около Paysandu. Leandro Gómez поджёг пароход возле Paysandu, чтобы исключить его попадание в руки врага.                                                                                      |
| 57           |                            |                                                             | | | |
| 58           |                            |                                                             | | | |
| 59           | 23.04.1862 / 1862          | Clidesdale                                                  | «David Hutcheson & Co.», Глазго                                                                     | пассажирско-грузовой пароход; паровой двигатель                                                                    | |
| 60           | 23.04.1862 / 1862          | City of Melbourn GRT=837; NRT=615 250.5/ 28.2/ футов        | «Australasian Steam Nav Co.» (Redfern & Alexander), Мельбурн                                        | пассажирско-грузовой пароход; паровой двух-цилиндровый простой двигатель … собранный в 1873 году                   | Обслуживал линию Мельбурн-Квинсленд. Позднее сервис уменьшается — только перевозка грузов, — так как двигатель ненадёжный. В 1898 году сдали на металлолом. Порезан на металлолом в задиве (бухте) Керосин (англ. Kerosine Bay), Сидней NSW. |
| 61           | 23.02.1864 / октябрь 1864  | Бронированный фрегатDanmark Водоизмещение 4770              | Королевский Датский военно-морской флот                                                             | броненосец (бронированный фрегат)                                                                                  | Расходовал много угля и поэтому больше стоял. Была попытка продать его Императорскому военно-морскому флоту России. С 1893 стал барачным кораблём. В 1900 списали и сдали на металлолом. |
| 62           | 22.01.1863 / 1863          | Corsica BRT=1134; NRT=681 223,3/ 32,2/ футов                | «British & North American Royal Mail Steam Packet Company» (с 7 августа 1878 года «Cunard»)         | железный пассажиро-грузовой винтовой пароход                                                                       | С 1868 года в «Royal Mail Steam Packet Co.», Лондон. |
| 63           | 15.08.1863 / 1863          | Tripoli BRT=2057 292,5/ 38,2/ футов                         | «British & North American Royal Mail Steam Packet Company» (с 7 августа 1878 года «Cunard»)         | пассажиро-грузовой пароход — трансатлантический лайнер; паровой, одно-винтовой двигатель, 280 HP Скорость 11 узлов | Сначала предназначался для средиземноморского сервиса, а потом, 9 августа 1865 года, начал свой первый трансатлантический рейс от Ливерпуля до Галифакса и Нью-Йорка. Потерпел кораблекрушение 17 мая 1872 года на скале Таскар (англ. Tuskar Rock), пролив Святого Георга (англ. St George's Channel), — без людских жертв. |
| 64           | 29.10.1863 / 1863          | Pampero Displ 2090                                          | Конфискован Правительством                                                                          | торговое судно | В декабре 1863 был конфискован Правительством. В 1865 году Военно-морской флот Чили купил судно у Британского Правительства через «Isaac Campbell & Co.». В 1865 перепродали Военно-морскому флоту Испании. |
| 65           | 19.05.1863 / 1863          | Iona BRT=368; NRT=168 249/ 25/ 9 футов                      | David & Alexander Hutcheson і David MacBrayne, Глазго                                               | колёсный пароход; паровой, двух-цилиндровый, колебательный двигатель Скорость 18 узлов                             | С 1864 года в David McNutt (для Charles H Bostier, Richmond VA). Затонул 2 февраля 1864 года. |
| 66           | 11.11.1863 / январь 1864   | Southern Cross BRT=640; NRT=342 205/ 26/ 17,8 футов         | «Tasmanian Steam Navigation Company», Лонсестон                                                     | | Зарегистрирован в Лондоне 21 января 1864 года. Пассажиро-грузовой сервис между Лонсестономом и Мельбурном, позднее Хобартом и Мельбурном. |